# 香港神學院
香港神學院（Bible Seminary of Hong Kong）是一所基督新教神學院，於1952年在香港創立，原名為香港聖經學院，由華僑遍傳福音會的同工（余履真、顏東美、許蓁蓁、戎玉琴等人）發起，並由會方贊助設立。1970年改名為香港神學院，並發展神學學位課程。自2003年起，每年4月均舉辦大型公開講座。

## 歷史
香港神學院由華僑遍傳福音會的同工余履真、顏東美、許蓁蓁、戎玉琴等人發起。創立初期的贊助人及顧問是中華傳道會負責人宋德成牧師，第一任院長是中華傳道會前任監督周志禹牧師，院址設在紅磡馬頭圍道。1960年搬到九龍塘金巴倫道十七號（鄰近三角公園）現址。

## 全職教師
以下為香港神學院的全時間教師團隊：
- 張天和牧師：院長
- 趙崇明博士：神學及歷史科副教授、教務主任
- 張祥志先生：聖經科副教授、院政及拓展主任
- 蘇遠泰博士：神學及歷史科副教授、資訊科技主任及支持講師行動統籌
- 鄧瑞強博士：神學及歷史科副教授、圖書館主任及校牧
- 蔡式平博士：聖經科副教授、延伸部主任
- 張慧玲小姐：聖經及實用神學副教授、校牧及學生會顧問

## 校舍設備
香港神學院建有兩個禮堂、多個課室、圖書館（藏書約二萬冊）、電腦中心、溫習室、閒情閣（視聽休息室）、飯堂、學生宿舍、講師宿舍、祈禱室、練琴室、學生活動中心及空中花園等等。

## 課程資料
香港神學院1970年起開展神學學位課程，1990年設立信徒神學文憑課程，1998年設立聖經延伸證書課程。2006年新設3個全新碩士課程：道學碩士、道學碩士（教牧進修）及基督教研究碩士課程。

### 主要課程
- 神學文憑（Diploma in Theology）：全日制及部分時間制，全日制修讀1年，部分時間制修讀2至5年，共修讀30學分。
- 高級神學文憑（Higher Diploma in Theology）：部分時間制，須先取得本院之神學文憑資歷，然後在最多7年內完成，共修讀30學分。
- 基督教研究學士（Bachelor of Christian Studies）：部分時間制，最多10年內完成，共修讀120學分。如有本院之神學文憑或高級神學文憑可獲免除部分學分。
- 神學學士（Bachelor of Theology）：全日制，修讀4年，共修讀135學分。
- 基督教研究學士及道學碩士雙學位聯讀課程（Bachelor of Christian Studies and Master of Divinity Dual Degree）：全日制，修讀4年，共修讀147學分。
- 基督教研究碩士（Master of Christian Studies）：部分時間制，最少3年，最多7年內完成，共修讀60學分。
- 道學碩士（教牧進修）（Master of Divinity (Pastoral Studies)）：部分時間制，最多7年內完成，共修讀63學分。
- 道學碩士（Master of Divinity）：全日制，修讀3年，共修讀106學分。

### 神學延伸課程
神學延伸課程分聖經研究、神學及歷史、實用神學三個範圍，旨在讓學員對信仰知識有一全面的認識。課程著重學科的實用性，每科只限6至8堂，課程不設就讀年期要求。延伸課程為證書課程，學員必須修畢8科，其中包括至少4科聖經研究範圍科目，原則上學員可在一年內修畢本證書課程。

### 已停辦的課程
- 聖經研究副學士（Assoicate Degree in Biblical Studies）：2002年開設此課程，2006年停辦。
- 文學碩士（教牧研究）：1999年與美國國際神學研究院（International Theological Seminary）合辦此課程，2006年停辦。

## 外部連結
- 香港神學院 （页面存档备份，存于）（繁體中文）